# Torrecillas de la Tiesa
Torrecillas de la Tiesa est une commune de la province de Cáceres dans la communauté autonome d'Estrémadure en Espagne.

## Économie
Depuis 2022 la centrale solaire photovoltaïque au sol Francisco Pizarro est implantée à cheval sur le territoire de la commune et de celle voisine d'Aldeacentenera. Opérée par Iberdrola, la centrale d'une puissance de 590 MWc est à sa construction la plus grande d'Europe et reste toujours en 2025 la plus grande d'Espagne.